# Grafschaft von Lechsgemünd-Graisbach

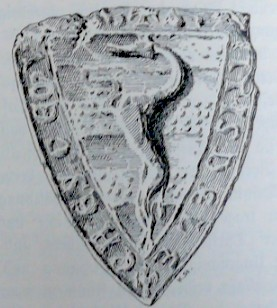
Das Wappen von Berthold II. von Lechsgemünd; in nahezu unveränderter Form heute Wappen der Gemeinde Marxheim

Wappen von Marxheim

Die Grafen von Lechsgemünd waren ein mächtiges fränkisch-bayerisches Adelsgeschlecht im Mittelalter, das seinen Sitz ursprünglich auf der Burg Lechsend (Lechsgemünd) hatte, die in der Nähe der Lechmündung gelegen war. Einen Kilometer nordöstlich davon besaßen sie die Donaubrücke in Marxheim. Wegen eines sie betreffenden Zollstreits mit Regensburg wurde die Burg Lechsend 1248 zerstört, die Grafen zogen auf die Burg Graisbach. Marxheim blieb Zentrum des von den Grafen regierten Sualafeldgaues. Im 11. und 12. Jahrhundert stifteten die Lechsgemünder mehrere Klöster und erbten Gebiete im Alpenraum. Sie sind 1327 mit dem Eichstätter Bischof Gebhard III. von Graisbach erloschen.

## Geschichte der Grafenfamilie
Die Ursprünge des Geschlechts sind nicht genau bestimmbar. Einige Quellen sprechen dafür, dass es im 11. Jahrhundert durch Kuno I. († 1092), der selbst Sohn von Heinrich II., des Grafen an der Pegnitz, war, begründet wurde. Kuno hatte jedoch noch nicht die Gaugrafenwürde inne. Ob tatsächlich eine genealogische Verbindung zwischen Kuno und dem Lechsgemünder Geschlecht  bestand, ist jedoch umstritten. Belegt ist auch ein Heinrich (I.) von Lechsgemünd, der 1078 starb; über Vorfahren und Nachkommen gibt es jedoch keine Belege. In seine Zeit fällt auch der erste Beleg für die Burg Lechsgemünd als Stammsitz des Adelsgeschlechts.

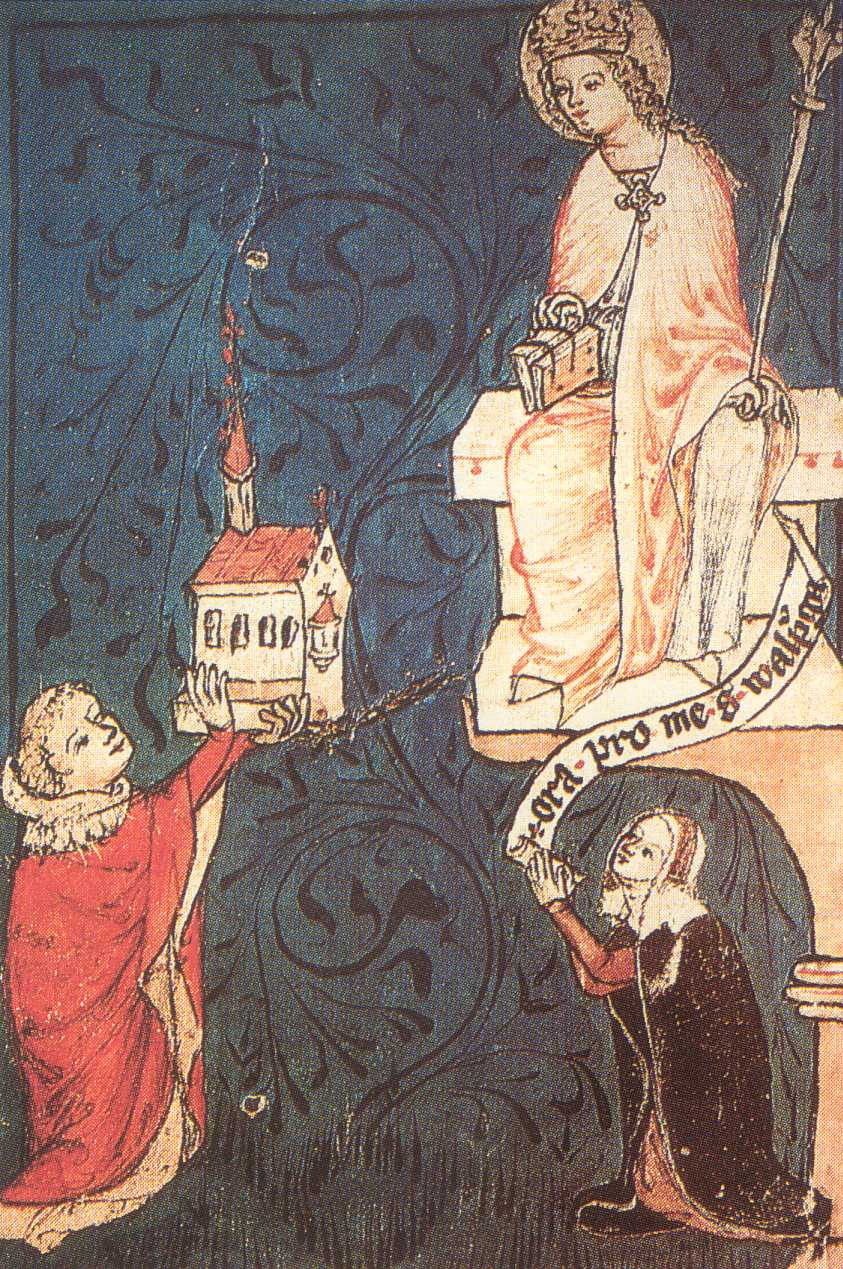
Leodegar von Lechsgmünd stiftet 1035 das Kloster St. Walburg Eichstätt. Pergamentmalerei um 1360

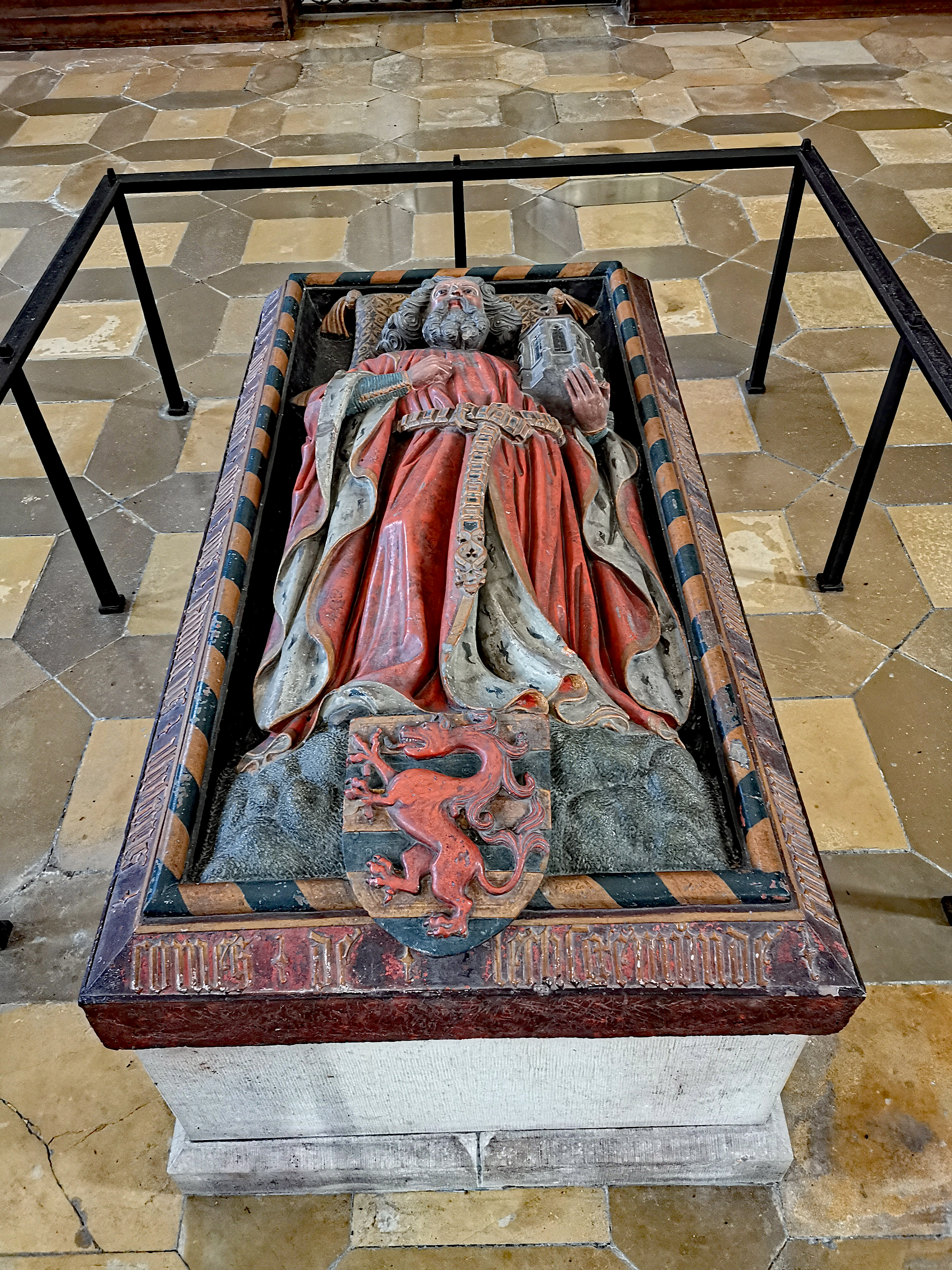
Das Hochgrab des Stifters Graf Heinrich II. von Lechsgemünd im Hauptschiff der Klosterkirche Kaisheim

Die Grafen von Lechsgemünd waren die ganze Familiengeschichte über treue Anhänger der Stauferkaiser. 1035 ist ein Leodegar urkundlich als Gaugraf im Sualafeldgau erwähnt. Ob und wie dieser Leodegar zu den Lechsgemündern gezählt werden darf ist nicht beweisbar. Dieser stiftete 1035 das Kloster St. Walburg in Eichstätt.
Auf dem Höhepunkt ihrer Macht waren die Grafen im 11. und 12. Jahrhundert, als sie nicht nur über den Sualafeldgau, sondern auch über Besitzungen im Alpenraum verfügten. Diese Besitzungen brachte vermutlich Gräfin Willibirg von Treffen (aus dem Geschlecht der Grafen von Veringen) in die Ehe mit Heinrich von Lechsgemünd ein. Im 12. Jahrhundert verwalteten die Grafen von Lechsgemünd außerdem den Oberpinzgau als Lehen vom Herzogtum Bayern und gründeten in dieser Zeit auch das Schloss Mittersill und das Schloss Lengberg (beide 1207 an den Salzburger Erzbischof verkauft, zusammen mit Matrei in Osttirol und dem dortigen Schloss Weißenstein).
1133 wurde das Kloster Kaisheim von Graf Heinrich II. von Lechsgemünd gegründet; die Abstammung Heinrichs ist jedoch nicht sicher bekannt. 1240/41 gründete Berthold/Berchtold I. von Lechsgemünd in Niederschönenfeld das Zisterzienserinnenkloster, in dem sich heute eine Justizvollzugsanstalt befindet. 1248 ließ er an der Marxheimer Donaubrücke eine Zollstation errichten. Die Regensburger Kaufleute waren jedoch nicht mit den Zollgebühren einverstanden und ließen die Burg Lechsend zerstören, worauf die Grafenfamilie ins benachbarte Graisbach umzog. Die Marxheimer Burganlage wurde nicht wieder aufgebaut. Seit dieser Zeit nannten sie sich Grafen von Lechsgemünd-Graisbach.
1327 starb der letzte männliche Nachkomme des Hauses Lechsgemünd mit Gebhard III. von Graisbach als Bischof von Eichstätt. Bereits 1324 war mit Berthold III. von Graisbach der letzte weltliche männliche Vertreter des Geschlechts verstorben. 1342 fiel der gesamte Besitz der Grafen von Lechsgemünd an die Wittelsbacher. 
Grablege des Grafenhauses Lechsgemünd-Graisbach und einiger seiner Ministerialenfamilien war das Kloster Kaisheim.
Erbschenken von Graisbach waren aufgrund der Verlehnung des Amtes durch die Pfalzgrafen bei Rhein seit 1753 die Freiherren von Hacke. Ihr Amtsgut war das in der Grafschaft gelegene Schweinspoint, das 1629 zur Herrschaft erhoben worden war.

## Ministeriale und Hofämter
Von ihren Burgen aus geboten die Grafen von Lechsgemünd-Graisbach über eine ungewöhnlich große Zahl von Ministerialen und adeligen Dienstleuten (Möhren, Otting, Fünfstetten, Burgheim, Hütting, Straß u. a.).
Die vier gräflichen Hofämter hatten die sogenannten Knollen von Gansheim als Erbkämmerer, die Ritter von Graisbach und Altisheim als Erbtruchsesse, die Edlen von Schweinspoint als Erbschenken und die Herren von Meilenhart als Erbmarschälle inne.

## Wappen und Siegel
Das Wappen der Lechsgemünder zeigt einen steigenden Panther nach rechts. Es ist als Siegel beispielsweise an einer Urkunde Graf Heinrichs IV. von Lechsgemünd-Matrei aus dem Jahr 1197 (mit der Umschrift + HENRICVS · COMES · DE · LEHSGEMVNDE) gut erhalten.

## Trivia
- Wallhaide, Die schöne Jägerinn, oder Der Flammenberg – ein Volksmärchen mit Gesang in drei Aufzügen von Joseph August Adam[7], Gutsherr und Schriftsteller zu Haunstetten bei Augsburg. Uraufführung um 1819 im Deutschen Theater Augsburg.

Rollen: Wallhaide, die schöne Jägerinn, in verschiedenen Gestalten; Ein Genius; Herrmann von Tollenstein, Gaugraf und Herr auf Lechsgmund und Greisbach; Kunigilde von Luppburg, Wittwe, seine Verlobte; Razo von Meikenhart, Erbmarschall des Gaugrafen; Popo von Gansheim, Erbkämmerer des Gaugrafen; Udalschalk von Schweinisbuendo, Erbschenk des Gaugrafen; Helmbrecht von Alzheim (blind), Erbtruchses des Gaugrafen; Theolinde, dessen Tochter; Dietpold von Eichen, genannt der Stürmer, sein Pflegesohn; Hanns Dampf, Diepolds Knappe; Wolf, Burgvogt; Gumpold, Knappe zu Alzheim; Rüdiger, Knappe zu Alzheim; Käthi, Maid daselbst; Wasserhinz, Wirth zu Kaisersheim; Trude, seine Tochter; Korbinian Stier, Methschenk in Donauwörth, ihr Bräutigam; Veit, ein Bauer; u. a.